# Eutreptiella elegans
Eutreptiella elegans ((Schiller) Pascher), secondo una classificazione filogenetica  è una specie del supergruppo Excavata appartenente alla famiglia Eutreptiaceae.

## Caratteristiche
E. elegans è stata individuata per la prima volta nel mar Adriatico.